# Vijayanandsuri
Acharya Vijayanandsuri (1837–1896), también conocido como Atmaramji de Gujranwala, fue el primer monje jainista Svetambara en los tiempos modernos en recibir el título de Acharya. Nacido y criado en Punjab, fue iniciado como monje Svetambara que más tarde se unió a la tradición Murtipujaka. Viajó extensamente en Guyarat, Rajputana y Punjab; y organizó y reformó la comunidad jainista, las órdenes ascéticas y la literatura. Escribió varios libros en hindi y fue invitado al primer Parlamento Mundial de Religiones en 1893, al que asistió Virchand Gandhi.

## Biografía
Nació el 6 de abril de 1837 (Chaitra Shukla 1 Vikram Samvat 1893) en Lahore, en Punjab. Nació en una familia hindú de la casta Kshatriya. Su padre era un oficial del ejército de Ranjit Singh. Durante su primera infancia su padre falleció y fue criado por su madre. Le dieron a Sheth Jodhmal de Jira, Punjab, para su educación en 1903 según el calendario hindú. Estudió hindi y aritmética. Entró en contacto con los monjes Svetambara durante su vida escolar. Un par de influyentes monjes lo iniciaron en 1853 (VS 1910) a la edad de dieciséis años y se le dio el nombre de Atmaram.

### Carrera ascéptica

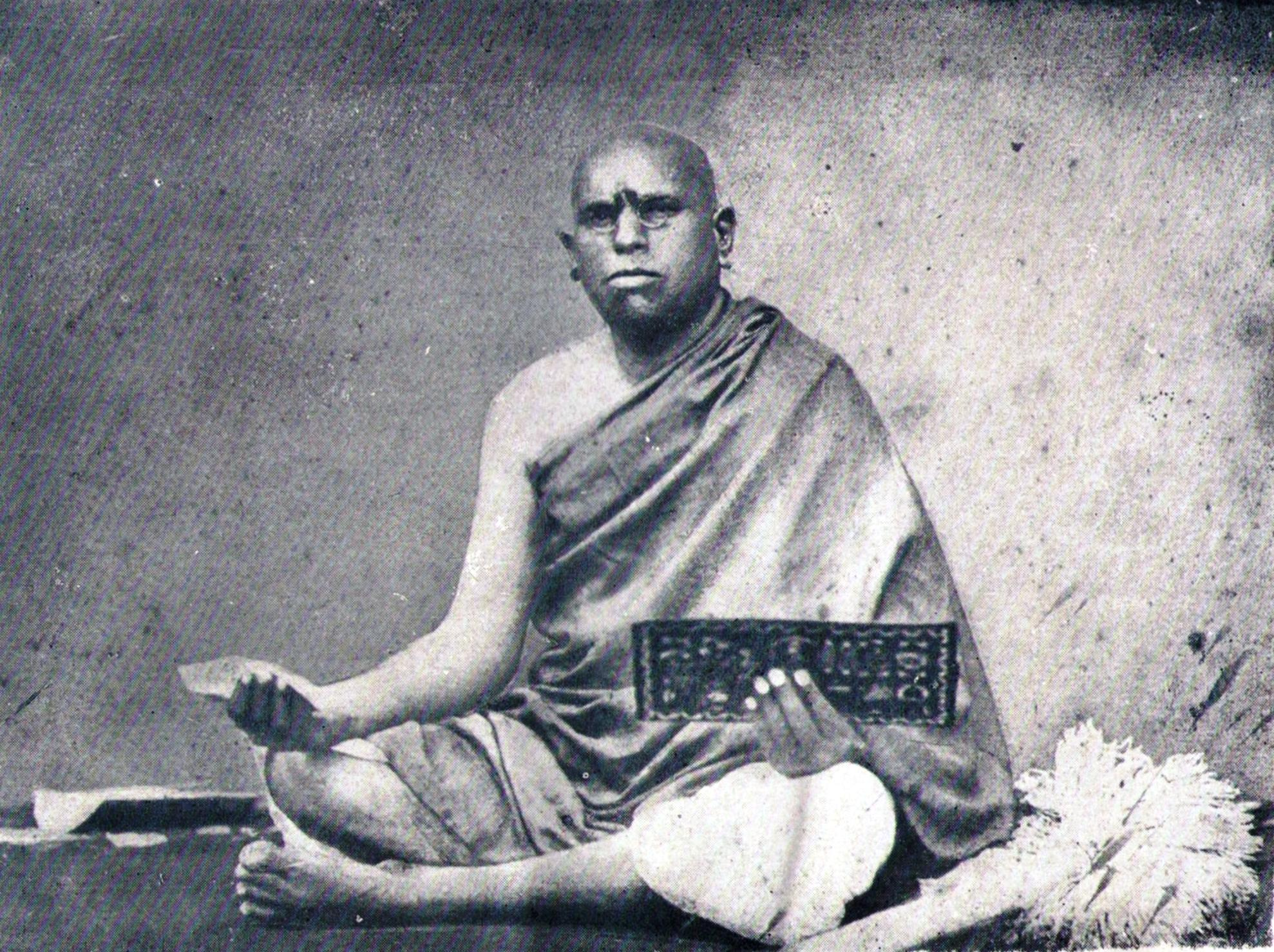
Vijayanandsuri.

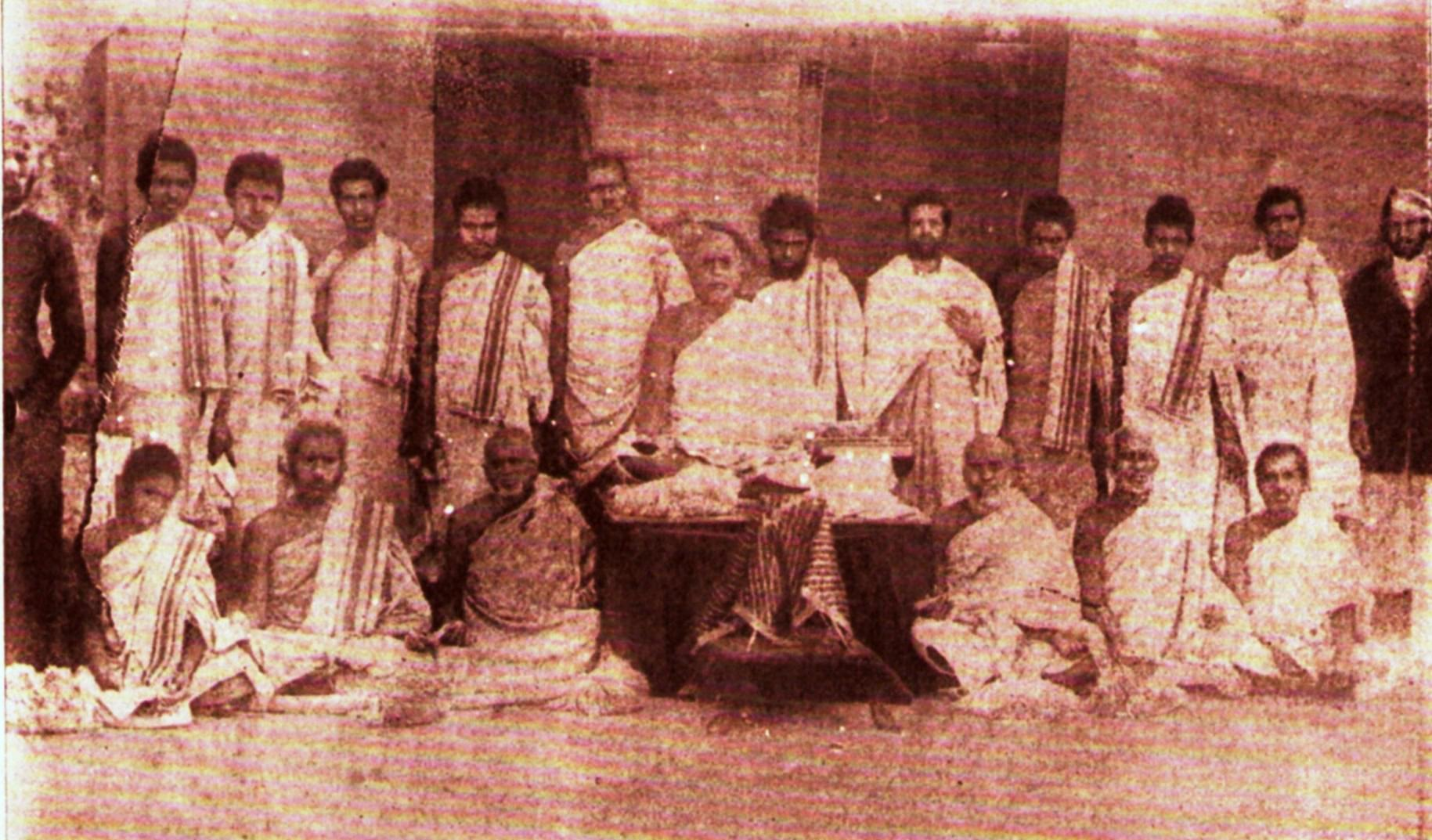
Vijayanandsuri con sus discípulos en Ajmer en 1946 enVS.

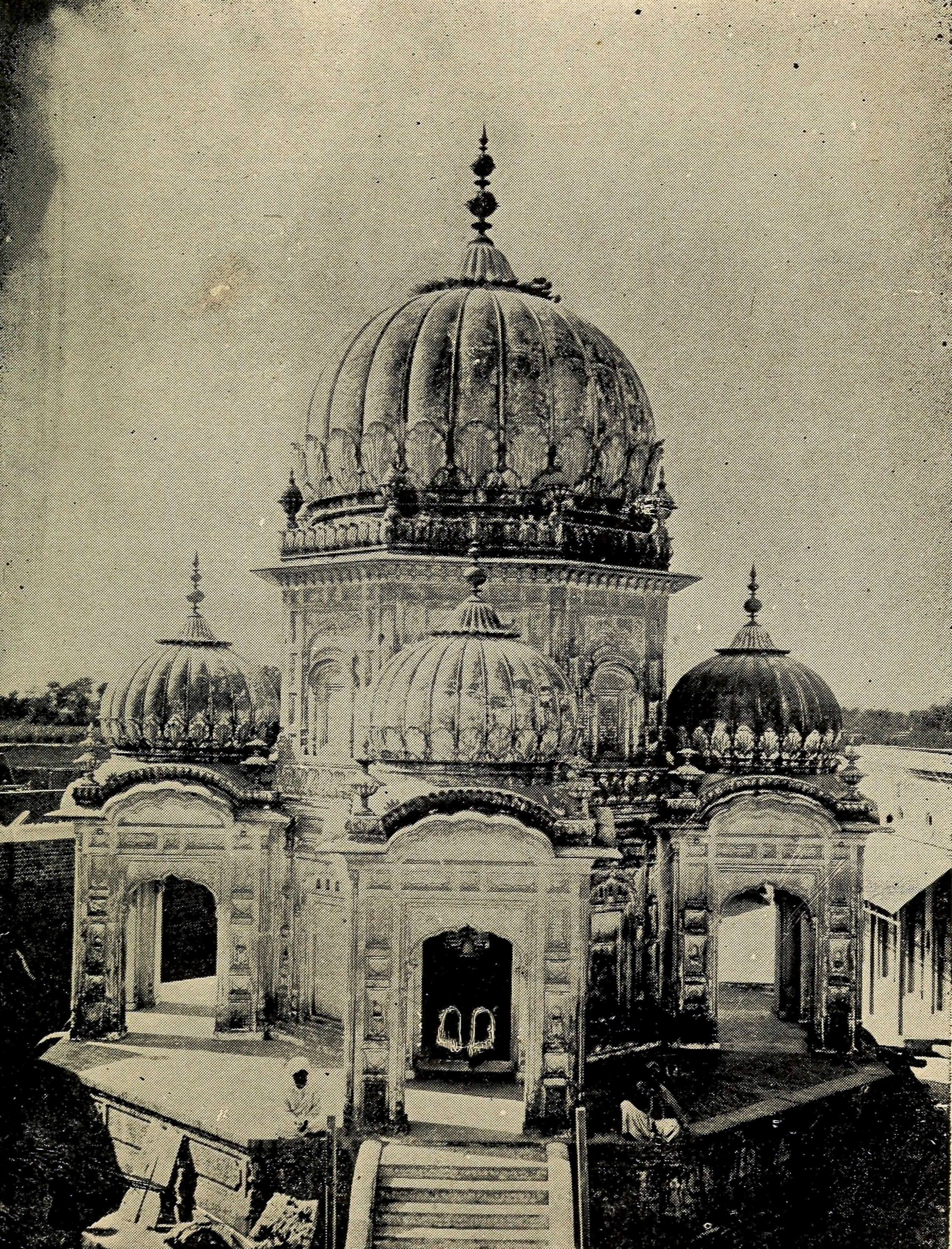
Santuario conmemorativo en Gujranwala, ahora utilizado como oficina de policía del área de Sabzi Mandi. 1918

Atmaram comenzó el estudio de las escrituras jainistas junto con sus compañeros ascetas. Más tarde se le unió un linaje Yati de Tapa Gaccha. Después de varios años de estudio, estaba convencido de que la posición de la oposición de Svetambara de adorar a los ídolos contradecía las Escrituras. Más tarde, en 1876 (VS 1943), fue iniciado nuevamente como monje Murtipujaka en Ahmedabad por Muni Buddhivijay, también conocido como Buterayji de Tapa Gaccha, quien antes también había sido monje Svetambara. Le dieron un nuevo nombre, Anandvijay.
En 1886, la congregación de Palitana le otorgó el título de Acharya durante sus Chaturmas (cuatro meses de estancia durante la temporada de lluvias) allí. Este fue un evento notable porque desde hace cuatro siglos, no había habido un asceta que recibiera el título de Acharya. Fue el primer Acharya de la historia jainista contemporánea, ya que hasta entonces únicamente se le había otorgado el título a Yati. Como resultado de las reformas defendidas por él, la influencia de los yatis disminuyó, aunque todavía sobreviven en algunos lugares.
Viajó extensamente por Guyarat y Punjab. Abrió bibliotecas con la literatura del jainismo mantenida, y cerrada para las personas desde años, tenía textos copiados y examinados por los eruditos. Él sacó a la luz esta literatura e inculcó el sentido de identidad entre los jainistas. En 1893, fue invitado a participar en el primer Parlamento Mundial de Religiones en Chicago y, como los monjes jainistas no viajan al extranjero, envió a Virchand Gandhi a Estados Unidos para participar en el Parlamento Mundial de Religiones. Ganó la medalla de plata en 1893 en Chicago y fue cubierto por muchas publicaciones periódicas de los Estados Unidos. Sobre la base de las preguntas que había recibido de los organizadores del Parlamento, escribió un libro para la ocasión titulado The Chicago-Prashnottar o Questions and Answers on Jainism for the Parliament of Religions Held at Chicago USA in 1893. Él fue como un instrumental en revivir la tradición de monjes completamente iniciados. También convenció a muchos Svetambaras en Punjab a unirse a la tradición Murtipujaka. Alrededor de 15000 personas se convirtieron al jainismo debido a sus esfuerzos. También alentó la construcción y renovación de los templos jainistas. Había ayudado al orientalista británico Rudolf Hoernlé en sus estudios sobre el jainismo.
Murió en Gujranwala (ahora en Pakistán ) el 20 de mayo de 1896 (Jayeshtha Shukla 13 VS 1953). Allí se construyó un santuario conmemorativo dedicado a él, que ahora se utiliza como oficina de policía del área de Sabzi Mandi. Sus restos junto con el cenotafio sobre ellas, se trasladaron al Museo de Lahore Fort.

## Obras
Escribió varios libros en hindi, entre ellos:
- The Chicago-Prashnottar o Questions and Answers on Jainism for the Parliament of Religions Held at Chicago USA in 1893.  Que se tradujo al inglés y se publicó en 1918.

Sus otros trabajos importantes son:
- Jain Tattvadarsh
- Agyana Timira Bhaskara
- Samyaktva-shalyadwara
- Tattva Nirnaya Prāsād

## Legado
Solía dar más importancia a la educación y estableció varias bibliotecas y Pathshala (escuelas religiosas) en Punjab. Más tarde, su discípulo Vallabhsuri, construyó muchas escuelas, hospitales e institutos educativos. Vallabhsuri le dio el título de Navyug Nirmata (constructor de una nueva era)
Su linaje de los monjes tiene un gran número de ascetas que cubre aproximadamente 1/4 de todos los ascetas actuales de Tapa Gaccha. Los principales grupos ascéticos son Atma-Vallabh Samuday, Prem-Ramchandra Suri y Prem-Bhuvanbhanu Suri Samuday.